# جميل ماكاي
جميل ماكاي (بالإنجليزية: Jameel McKay)‏ مواليد 14 سبتمبر 1992 في ميلواكي، هو لاعب كرة سلة أمريكي. بدأ مسيرته الاحترافية في سنة 2016. يلعب في الرابطة الفلبينية لكرة السلة كلاعب وسط. يحمل الرقم 5. يبلغ طوله 6 قدم 9 بوصة (2.1 م). لعب مع برث وايلدكاتز في الدوري الأسترالي لكرة السلة.

## روابط خارجية
- جميل ماكاي على موقع كرة السلة الأوروبية.كوم (الإنجليزية)
- جميل ماكاي على موقع كلية كرة السلة في سبورتس رفرنس.كوم (الإنجليزية)
- جميل ماكاي على موقع ريلجم (الإنجليزية)
- جميل ماكاي على موقع بروبوليرز (الإنجليزية)
- جميل ماكاي على موقع سبورتس رفرنس (الإنجليزية)
- جميل ماكاي على موقع سبورتس رفرنس (الإنجليزية)